# Dominique Besnehard
Dominique Albert Jean Besnehard, född 5 februari 1954 i Bois-Colombes, Île-de-France, är en fransk skådespelare och filmproducent.

## Filmografi i urval
- 1981 – Diva - dödligt intermezzo (roll)
- 1983 – Länge leve kärleken... (roll)
- 1986 – Betty Blue - 37°2 på morgonen (roll)
- 1994 – Den förargliga kopian (roll)
- 1994 – En indian i stan (roll)
- 1997 – Hund på två ben (roll)
- 2007 – Days of Darkness (producent)
- 2012 – Mince alors! (producent)
- 2015–2020 – Ring min agent! (TV-serie) (roll och producent)
- 2022 – Ten Percent (TV-serie) (producent)